# Piper-Heidsieck
Piper-Heidsieck è una storica maison di Champagne fondata da Florens-Louis Heidsieck nel 1785 a Reims. L'8 luglio 2011 la maison è stata acquisita dal gruppo francese di lusso EPI (Entreprise Patrimoniale d’Investissements), controllato dalla famiglia Descours. In precedenza, dal 1988, apparteneva al gruppo Rémy Cointreau.

## Storia
Florens-Louis Heidsieck, nato nel 1749 in Vestfalia, si trasferì a Reims come mercante di tessuti. Affascinato da una donna della regione e dal vino di Champagne, nel 1785 fondò la casa di commercio Heidsieck & Cie, con l’ambizione di creare una cuvée “degna di una regina”. Ebbe l'onore di presentare il suo vino a Maria Antonietta.
Nel 1828, alla morte di Florens-Louis, il nipote Christian Heidsieck si associò con Henri-Guillaume Piper, un brillante uomo d'affari. La casa divenne presto fornitore di 14 corti reali, tra cui quelle degli Asburgo e dell'imperatore della Cina. Alla morte di Christian nel 1835, sua moglie si risposò con Henri-Guillaume, e nacque così il nome Piper-Heidsieck.
Nel 1870 Jacques-Charles Théodore Kunkelmann, socio dal 1851, assunse la guida della maison. Suo figlio Ferdinand-Théodore gli succedette nel 1892. Nel 1926 la figlia Yolande sposò il marchese Jean de Suarez d’Aulan, che promosse la maison viaggiando per il mondo. Durante la seconda guerra mondiale, nascose armi nelle cantine per la Resistenza. Fuggito in Nord Africa, morì come pilota nel 1944.
Dopo la guerra, Yolande rilanciò l'azienda con l'aiuto del generale Barone d’Alès, che sposò nel 1945. Il figlio François d’Aulan prese la guida nel 1957 e rimase presidente per 33 anni, fino alla cessione a Rémy Cointreau nel 1988. La holding familiare EPI, specializzata nei settori del vino e del lusso e guidata da Christopher Descours, ha acquisito la società nel 2011. 
Nel 2002 il maestro di cantina Régis Camus assunse la guida della produzione, che tenne per 16 anni fino a cedere il ruolo nel 2018 a Émilien Boutillat, il più giovane maestro di cantina di una grande maison.
Nel luglio 2022, Piper-Heidsieck ha ottenuto la certificazione B Corp.

## Prodotti[8]
- Cuvée Brut
- Essentiel Extra Brut
- Essentiel Blanc de Blancs
- Essentiel Blanc de Noirs
- Cuvée Sublime
- Rosé Sauvage
- Vintage 2012 / 2014 /2018
- Hors-Série 1971
- Hors-Série 1982

## Cultura popolare
Nel 1933 Piper-Heidsieck apparve per la prima volta nel cinema nel film I figli del deserto (Sons of the Desert) con Stanlio e Ollio. Nel 1953 Marilyn Monroe espresse il suo affetto per il marchio in un'intervista alla stampa.
Dal 1993 al 2020, la maison è stata partner ufficiale del Festival di Cannes, e dal 2015 al 2020 degli Oscar. È inoltre mecenate della Cinémathèque Française dal 2008, contribuendo alla restaurazione del film L’età dell’oro di Luis Buñuel.
Dal 2019, Piper-Heidsieck è fornitore ufficiale di eventi sportivi internazionali, tra cui l'Australian Open, il Pallone d'oro e il Paris Masters.

## Collaborazioni con l'alta moda
Nel 1999 e 2011, Jean-Paul Gaultier ha vestito le bottiglie Piper-Heidsieck con corsetti rossi e calze a rete in edizioni limitate. La maison ha collaborato anche con il duo Viktor & Rolf nel 2007 e con Christian Louboutin nel 2009.

## Sede e produzione
Nel 2008 l'architetto Jacques Ferrier ha progettato la nuova sede a Reims, caratterizzata da una struttura metallica che richiama le bollicine di champagne. Dal 1995, Piper-Heidsieck dispone di una cuverie con oltre 200 serbatoi e si rifornisce da 240 viticoltori partner distribuiti su oltre 110 cru.